# Hippeastrum kromeri
Hippeastrum kromeri är en amaryllisväxtart som först beskrevs av Arthington Worsley, och fick sitt nu gällande namn av Alan W. Meerow. Hippeastrum kromeri ingår i släktet amaryllisar, och familjen amaryllisväxter. Inga underarter finns listade i Catalogue of Life.